# Зевгітана

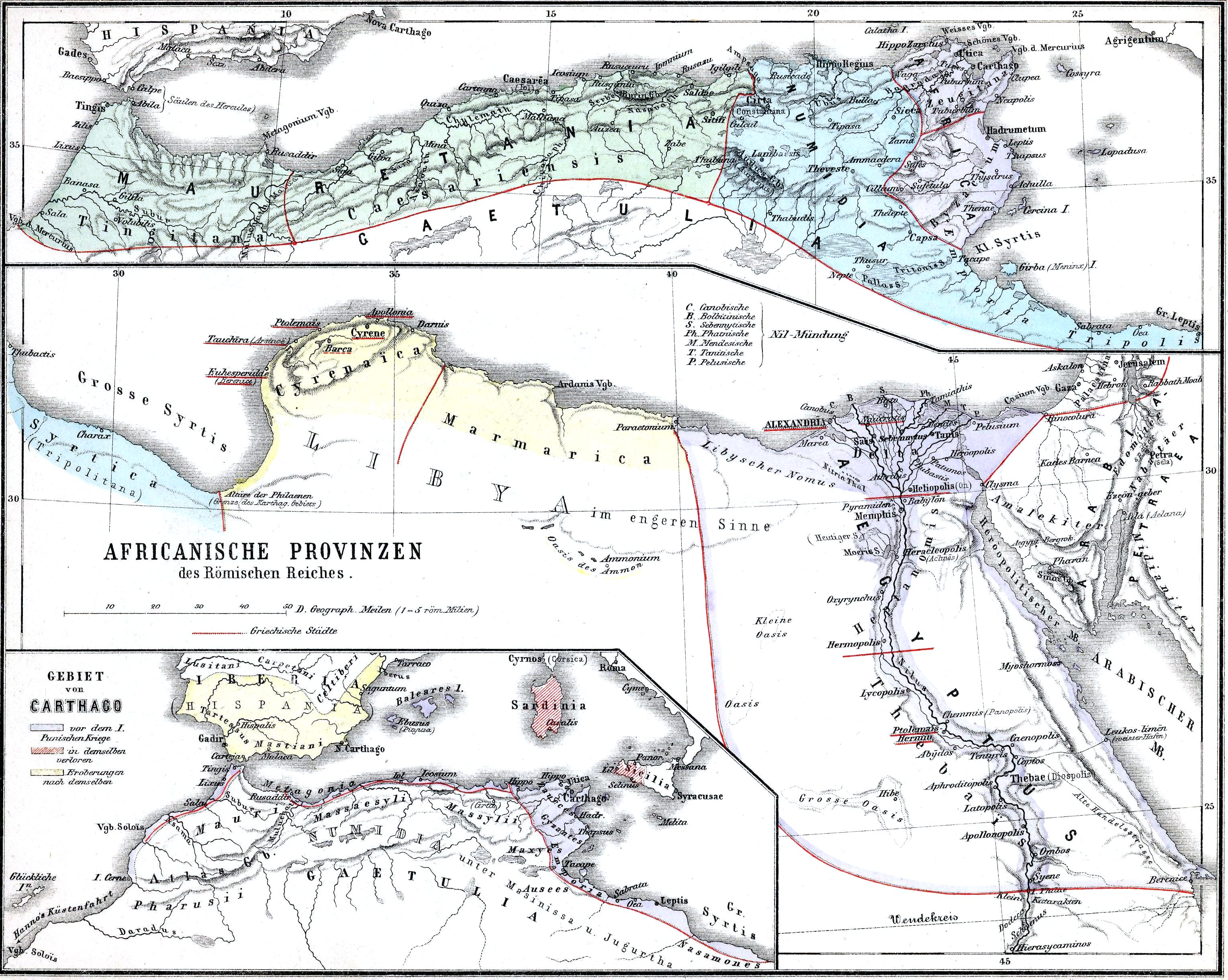
Римська Африка

Зевгітана (дав.-гр. Καρχηδονία, лат. Zeugitana) — історична область у Північній Африці, територія якої загалом збігається з сучасним Туніським Телем.
Перша відома згадка про назву Зевгітана належить Плінію Старшому. Швидше за все вона походить від назви місцевих гір — лат. Mons Ziguensis (сучасного Дорсала), що відокремлювали Зевгітану від Бізацени (теперішнього Сахеля).
Значну частину Зевгітани займала родюча долина Багради (сучасної Меджерди), яка приваблювала як сусідніх кочовиків, так і переселенців з-за моря.
Найдавнішим населенням області були бербери. На початку XI ст. до н. е. тут з'явилися фінікійці, які заснували на березі кілька колоній, найбільшою з яких спочатку була Утіка, а потім Карфаген, який за кілька століть поширив свою владу на всю Зевгітану — звідси грецька назва усієї області — Кархедонія (дав.-гр. Καρχηδονία, тобто «область Карфагена»).
У 146 р. до н. е. — приєднана до Рима. У 285 р. область була виокремлена з провінції Проконсульська Африка і перетворена на окрему провінцію Зевгітана.
З 430 р. — у складі Африканського королівства вандалів, в 533 р. — Велізарій повернув край Візантії.
Наприкінці VII ст. Зевгітану захопили араби. Назва поступово вийшла з вжитку, залишившись лише в назві місцевості (і однойменного міста) Загуан.